# Commissione per l'esame dei ricorsi dei confidenti dell'OVRA
La pubblicazione dei nomi dei confidenti dell'OVRA fu stabilita Regio Decreto Legge n° 424 del 25 maggio 1946 "Norme per la pubblicazione dell'elenco dei confidenti dell'OVRA".
Lo stesso Decreto Legge prevedeva la possibilità di ricorrere contro l'inserimento del proprio nome nell'elenco e stabiliva la costituzione presso la Presidenza del Consiglio dei Ministri della "Commissione per l'esame dei ricorsi dei confidenti dell'OVRA".
L'"Elenco dei confidenti dell'OVRA", compilato dalla "Commissione per la pubblicazione delle liste dei fiduciari OVRA" ("Commissione Cannarsa"), costituito da 622 nominativi, fu pubblicato nel Supplemento Ordinario alla Gazzetta Ufficiale della Repubblica Italiana n° 145 del 02.07.1946.
La "Commissione per l'esame dei ricorsi dei confidenti dell'OVRA", nota anche come "Commissione Cataldi", veniva istituita con Decreto Presidenziale dell'11 luglio 1946, riunendosi la prima volta il 10 agosto 1946.
Ne erano componenti:
1. Consigliere della Corte Suprema di Cassazione Tommaso Cataldi, Presidente;
2. Consigliere di Stato Ferdinando Polistina, Membro;
3. Consigliere di Corte d'Appello Angelo Sciaudone, Membro;
4. Giudice di Tribunale Donato Curcio, Segretario, nominato con Decreto Presidenziale del 18 ottobre 1946, ma con effetto dall'agosto 1946, che già aveva collaborato con l'Ufficio speciale per le sanzioni contro il fascismo diretto da Pasquale Carugno.

Il Decreto Legislativivo del Capo Provvisorio dello Stato n° 58 del 2 agosto 1946 "Norme per la trattazione dei ricorsi avverso l'elenco dei confidenti dell'OVRA" stabilì le disposizioni essenziali per il lavoro della Commissione.
Da quell'Elenco di 622 nominativi erano stati esclusi dalla pubblicazione, ai sensi del Regio Decreto Legge n° 424 del 25 maggio 1946:
1. i funzionari della Pubblica Sicurezza;
2. le persone nel frattempo decedute (ma non semplicemente disperse).

Si concedevano 60 giorni di tempo alle persone inserite nell'Elenco provvisorio (o a loro familiari) per presentare ricorso.
Si poteva ottenere la cancellazione, oltre che per i 2 citati motivi, dando dimostrazione positiva (con una inversione dell'onere della prova):
- "di non essere stato confidente dell'OVRA" o, in subordine
- "di non aver svolto attività informativa politica nell'interesse del regime fascista".

Ai fini dell'inserimento, e della cancellazione, negli elenchi dei confidenti, il termine "OVRA" fu interpretato estensivamente, includendo oltre all'OVRA propriamente detta, anche:
- la MVSN - Milizia Volontaria per la Sicurezza Nazionale;
- la Polizia Politica;
- ogni altra branca del Regime fascista

I ricorsi erano preliminarmente esaminati dalla "Commissione Brugner", la quale formulava le proprie osservazioni e il proprio parere circa l'accoglimento o il rigetto.
Dopodiché, la "Commissione Cataldi" per i ricorsi emetteva il proprio inappellabile giudizio.
Dai fascicoli dei confidenti, provenienti dall'archivio della "Divisione della Polizia politica", i cosiddetti "fascicoli rossi", furono tratte numerose copie dei documenti da inserire come elemento di colpa o di discolpa nel fascicolo del singolo ricorso. 
Il 48% degli iscritti nelle liste provvisorie dei confidenti propose ricorso alla "Commissione Cataldi", che ne esaminò, quindi, 299 respingendone 142 (cioè il 47%).
Ne consegue che dei 622 iscritti nelle liste provvisorie, il 25% (157) furono cancellati da quelle definitive in accoglimento dei ricorsi.
E di questi, solo 12 furono cancellati dalle liste con la "formula piena" «per non essere stato confidente dell'OVRA» (cioè a dire meno del 2% sul totale).
Altri Elenchi provvisori (per un totale di 390 nominativi) avrebbero dovuto essere pubblicati, dopo il primo dei "622".
Ma per una serie di motivi politici ciò non avvenne mai.
L'esito di ciascun ricorso fu pubblicato sulla Gazzetta Ufficiale della Repubblica Italiana, mentre la copia integrale della decisione era inviata al Ministro dell'Interno e al diretto interessato.
Il primo ricorso fu deciso il 7 ottobre 1946, l'ultimo il 26 febbraio 1949.
Nella Relazione conclusiva inviata alla Presidenza del Consiglio dei Ministri il 22 marzo 1949 il Presidente Tommaso Cataldi dichiarava completamente esaurito il lavoro della Commissione, che era stato: "molto delicato e gravoso, giacché  per la decisione dei ricorsi si son dovuti esaminare non solo le memorie delle parti, con allegati documenti spesso voluminosi, ma anche i fascicoli dei confidenti composti di diverse centinaia di fogli e qualche volta anche di migliaia."